# Фаталната запетая
„Фаталната запетая“ е български игрален филм (семеен, драма) от 1979 година на режисьора Лиляна Пенчева, по книгата на Максим Асенов „Фаталната запетая“. Оператор е Димко Минов. Музиката във филма е композирана от Божидар Петков. Художник на постановката е Юлияна Божкова.

## Сюжет
Отличничката Силвия не успява да се подготви за изпит по математика и бяга от час. Това покачва броя на неизвинените ѝ отсъствия, с което я грози намаляване на поведението. Между отбелязаните в дневника цифри на нейния номер 19 някой написва запетая, разделяща двете цифри. Запетаята може да се окаже фатална за съучениците ѝ с номера 1 и 9, защото те също са застрашени от намаляване поведението заради натрупани неизвинени отсъствия. Атмосферата в класа е отровена, набедените съученици се озлобяват заради несправедливостта, но учителите вярват на Силвия. Влюбеният в нея Венци, комуто тя признава, че е написала запетаята, поема вината върху себе си, за да я спаси от неприятната ситуация. Силвия не признава вината за грешката си публично, въпреки негативните последствия за съучениците ѝ.
Несправедливо обвиненият за отсъствието съученик Живко, чието семейство преживява тежък житейски период, наказва виновната съученичка, като изрисува колата на баща ѝ със запетайки. При разпита в полицията, Силвия се опитва да го измъкне от ситуацията пак с лъжа като казва, че двамата с Живко са намерили колата вече изрисувана при връщане от празнуване. Живко е честен, не прехвърля вината върху другите, казва истината и оставя Силвия да се бори със собствената си съвест.

## Актьорски състав
- Татяна Цветкова – Силвия
- Георги Кадурин – Венци
- Николай Колев
- Николай Георгиев
- Димитър Марин
- Милена Войнова
- Радостина Русева
- Доно Цветков
- Емил Тодоров
- Нина Новакова
- Люба Алексиева
- Катя Динева
- Яким Михов
- Рая Нанкова